# Шерідан (Міссурі)
Шерідан (англ. Sheridan) — місто (англ. city) в США, в окрузі Ворт штату Міссурі. Населення — 145 осіб (2020).

## Географія
Шерідан розташований за координатами 40°31′2″ пн. ш. 94°36′53″ зх. д. / 40.51722° пн. ш. 94.61472° зх. д. (40.517175, -94.614602).  За даними Бюро перепису населення США в 2010 році місто мало площу 0,50 км², уся площа — суходіл.

## Демографія
Згідно з переписом 2010 року, у місті мешкало 195 осіб у 98 домогосподарствах у складі 52 родин. Густота населення становила 387 осіб/км².  Було 141 помешкання (280/км²).
Расовий склад населення:
| - 95,4 % — білих - 1,5 % — азіатів - 1,0 % — осіб інших рас |

До двох чи більше рас належало 2,1 %. Частка іспаномовних становила 1,5 % від усіх жителів.
За віковим діапазоном населення розподілялося таким чином: 19,5 % — особи молодші 18 років, 56,4 % — особи у віці 18—64 років, 24,1 % — особи у віці 65 років та старші. Медіана віку мешканця становила 47,2 року. На 100 осіб жіночої статі у місті припадало 97,0 чоловіків;  на 100 жінок у віці від 18 років та старших — 96,2 чоловіків також старших 18 років.
Середній дохід на одне домашнє господарство  становив 37 579 доларів США (медіана — 26 528), а середній дохід на одну сім'ю — 50 218 доларів (медіана — 43 750). За межею бідності перебувало 27,8 % осіб, у тому числі 40,0 % дітей у віці до 18 років та 17,2 % осіб у віці 65 років та старших.
Цивільне працевлаштоване населення становило 100 осіб. Основні галузі зайнятості: виробництво — 25,0 %, мистецтво, розваги та відпочинок — 23,0 %, освіта, охорона здоров'я та соціальна допомога — 12,0 %, транспорт — 8,0 %.